# Club Deportivo Balonmano Atlético Valladolid
El Club Deportivo Balonmano Atlético Valladolid es un club de balonmano de la ciudad de Valladolid, España. Fue fundado en junio de 2014 con el objetivo de mantener el balonmano de élite en la ciudad tras la desaparición del histórico Club Balonmano Valladolid, que a su vez sustituyó al A.C.D. Michelin, objetivo que consiguió dos años después, en la temporada 2015-2016.

## Historia
El Atlético Valladolid fue fundado el 4 de junio de 2014. El primer presidente del Atlético Valladolid fue el empresario Juan Carlos Sánchez-Valencia, quien comenzó el nuevo proyecto con la ayuda del vicepresidente del club Antonio Garnacho. El 30 de junio de 2014 concretó la adquisición de una plaza en División de Honor Plata tras ocupar la plaza cedida por el Club Balonmano Pozoblanco.
Temporada 2014-2015
En la primera temporada de su historia (2014-2015) el club vallisoletano contó con Nacho González como entrenador. El equipo finalizó la competición de División de Honor Plata en cuarta posición (con 19 victorias, 6 empates y 5 derrotas), pudiendo así disputar el Play Off de ascenso a la Liga Asobal. En este Play Off celebrado en el Pabellón Municipal de La Albericia (Santander), el Atlético Valladolid se impuso al Bidasoa Irún en la semifinal (31-20) y cayó en la final ante el equipo anfitrión, el Go Fit de Santander, tras empatar al final del partido (26-26) y también tras la prórroga (30-30). En la tanda de penaltis, el Go Fit venció por la mínima (36-35) y lograr así su pasaporte a la Liga Asobal.
En su participación en la Copa del Rey 2014-2015, el Atlético Valladolid consiguió llegar hasta octavos de final tras derrotar al Bidaosa Irún (31-27) en la primera ronda y al BM Aragón (29-27), equipo Asobal, en la segunda eliminatoria. Los vallisoletanos cayeron ante el Bada Huesca (31-34), también de categoría Asobal, en octavos de final.
Temporada 2015-2016
El 3 de julio de 2015 una nueva junta directiva entra en el club con Mario Arranz a la cabeza. Este sustituye a Juan Carlos Sánchez-Valencia y toma las riendas de la presidencia del Atlético Valladolid con la intención de continuar el trabajo realizado por la anterior junta directiva, mantener el club saneado económicamente y formar una plantilla capaz de optar al ascenso. Junto a Mario Arranz, en la nueva directiva aparecen Francisco José Parro (vicepresidente), Pedro Rozas (responsable área médica), Paco Ollero (área de operaciones y relaciones con los aficionados), Enrique López (responsable de comunicación), Luis Rojo (área de patrocinadores) y Carlos Mínguez (coordinador de la iniciativa 'Yo jugué'). Al frente de otro de los proyectos de difusión del balonmano, 'A jugar', se coloca Iñaki Malumbres, exjugador profesional de balonmano.
El Atlético Valladolid, con el patrocinio de Recoletas, cerró su segunda temporada en División de Honor de Plata (2015-2016) con la consecución del título de campeón y el ascenso a Asobal. Un éxito histórico que permitió a un equipo nacido apenas dos años competir en la máxima categoría del balonmano nacional por primera vez.
Los gladiadores azules culminaron una temporada excepcional en la que alcanzaron cifras brillantes: en 30 partidos sumaron 28 victorias, un empate y tan solo una sola derrota. 57 puntos totales que sirvieron al equipo dirigido por Nacho González para conquistar el título de la División de Honor Plata y sellar su ascenso directo como campeón, sin necesidad de pasar por el play off de ascenso. Un título de liga, sellado una jornada antes del final, el 14 de mayo de 2016, tras ganar a su máximo rival esta campaña, Bidasoa Irún, en su propia pista de Artaleku (24-29).
Además, el conjunto vallisoletano terminó la campaña con varios récords en su bolsillo. El principal, el del tope de puntos históricos en una sola temporada en División de Honor Plata. Los 57 puntos del Atlético Valladolid Recoletas son hasta el momento la mejor marca desde que en 1994 se creó esta categoría, superando así los 55 puntos del Valencia Airtel de 1998-1999 y los 55 del Barakaldo UPV en 2000-2001. 57 puntos logrados con 28 victorias, un empate y una sola derrota. Los dos tropiezos se produjeron ante el mismo equipo, el Zumosol Ars Palma del Río.
El Atlético Valladolid protagonizó también 15 victorias consecutivas, de la jornada 17 a la 30 (incluyendo un partido aplazado de la jornada 15 ante Antequera), que supone el récord absoluto del club, pero no la mejor racha en esta categoría de División de Honor Plata (Valencia Airtel logró 21 en la campaña 1998-1999). La victoria más abultada llegó ante el BM Alcobendas, con 18 goles de diferencia (38-20). Además, en dos partidos, el Atlético Valladolid Recoletas dejó a sus rivales con tan solo 17 goles anotados: ante el BM Nava (17-27) y el Handbol Bordils (31-17).
El equipo de Nacho González, que continuó en el banquillo por segunda temporada consecutiva, también fue el máximo goleador de ese curso en Plata con 905 goles anotados (30,1 por partido), y terminó con la tercera mejor defensa gracias a sus 710 goles encajados (le superaron Palma del Río, con 706, y Bidasoa Irún, con 709).
En el apartado individual, el capitán Fernando Hernández no pudo repetir su premio anterior de máximo goleador de Plata pero fue tercero con 178 dianas (5,9 por partido) por detrás de Eduard Nonó (Bordils) con 221 goles y Ander Torriko (Amenabar ZKE), con 181. Fernando anotó en todos los partidos menos en uno, ante Alcobendas. En el equipo vallisoletano destacaron como goleadores, además del capitán, el joven David Fernández (124), Luisma Lorasque (105), Diego Camino (78), Filip Kallman (74) y Gonzalo Viscovich (70).
En su segunda participación en la Copa del Rey, el Atlético Valladolid Recoletas cayó esta temporada en primera ronda ante el Handbol Bordils (29-28).
Además, las victorias, el juego y el trabajo del club consiguieron atraer a multitud de espectadores a Huerta del Rey. El promedio de asistencia durante los 15 encuentros disputados en el pabellón vallisoletano fue de 1.946 espectadores por partido, muy por encima de la mayoría de equipos de Asobal. Cifra que le convirtió en el segundo club español en número de espectadores durante la temporada 2015-2016, solo por detrás del Ademar León.
Temporada 2016-2017
El Atlético Valladolid debutó en la máxima categoría del balonmano español, la Liga Asobal, en la temporada 2016-2017. Un estreno histórico para un equipo creado tan solo dos años antes, en 2014. El patrocinador principal de la campaña anterior, Grupo Recoletas, continuó apostando por el club vallisoletano y la denominación oficial del equipo fue en esta ocasión Recoletas Atlético Valladolid. 
La directiva del club mantuvo el mismo cuerpo técnico con el que se consiguió el ascenso, con Nacho González como primer entrenador, Jorge González Gilbaja como segundo y Sergio Maroto como preparador físico. Se incorporó al club Rafael González Mejías como nuevo director deportivo. Nacho González, con 29 años, se convirtió esta temporada en el entrenador más joven de la máxima categoría.
En el apartado de altas y bajas llegaron al equipo seis nuevos jugadores: Rubén Río (Juanfersa Gijón), Daniel Dujshebaev (FC Barcelona B), Víctor Rodríguez (Teucro), Jorge Serrano (BM Carabanchel), Abel Serdio (Juanfersa Gijón) y Miguel Camino (MMT Seguros Zamora), todos ellos muy jóvenes y con un gran potencial de crecimiento. Abandonaron el equipo: Filip Kallman (Vaxjo HF), David Fernández (Ademar León), José Ángel Delgado Ávila (BM Arroyo) y Sebastián Kramarz (BM Alcobendas). 
Destaca la llegada de Daniel Dujshebaev Dovichebaeva, hijo del exjugador de balonmano Talant Dujshebaev. Con solo 19 años el lateral Dani Dujshebaev, procedente del FC Barcelona, mostró su enorme calidad en muchos partidos convirtiéndose poco a poco en una pieza clave en los gladiadores azules.
Al Atlético Valladolid le dio buenos resultados la mezcla de los jóvenes jugadores recién llegados con la experiencia de veteranos como Diego Camino (37 años), Fernando Hernández (43), Gonzalo Viscovich (40) o Javi Díaz (41), que se complemento además con hombres de la casa como Nico López, Sergi Grossi, Roberto Turrado, César Pérez, Roberto Pérez y Luisma Lorasque y la ayuda del central madrileño Alfonso de la Rubia.
Así, el Recoletas Atlético Valladolid cerró la temporada 2016-2017 consiguiendo su gran objetivo: la permanencia en la máxima categoría. Cerró la campaña en la octava plaza de la Liga Asobal, todo un hito para el joven conjunto vallisoletano y una posición que la próxima temporada le permitiría esquivar las primeras eliminatorias de Copa del Rey.
Su balance final fue de 28 puntos, conseguidos con 14 victorias y 16 derrotas. Lo más llamativo fue que 12 de esas victorias se consiguieron en el Pabellón Huerta del Rey de Valladolid, al calor de sus aficionados. Solo tres equipos lograron ganar en el pabellón vallisoletano: Puente Genil (26-27), Ademar León (32-34) y FC Barcelona (25-38). Mientras, el balance fuera de casa fue bastante peor: 2 victorias (BM Villa de Aranda y BM Sinfín) y 13 derrotas. 
En la memoria de los aficionados quedarán las victorias en casa ante rivales de gran nivel como Anaitasuna (31-28), BM Granollers (33-21) y BM Logroño (32-26), hechos deportivos importantes para un equipo recién ascendido a la máxima categoría.
En el apartado individual, el capitán Fernando Hernández fue de nuevo el máximo goleador del equipo con 128 goles, seguido por el pivote Abel Serdio (110), Daniel Dujshebaev (100), Víctor Rodríguez (91), Rubén Río (85) y Diego Camino (83).
La participación del Recoletas Atlético Valladolid en la Copa del Rey fue corta. Se impuso en la segunda ronda, a partido único disputado en Torrelavega, al BM Torrelavega (30-31) y fue eliminado en la tercera ronda ante el BM Sinfín, en una eliminatoria a doble partido (23-23 en Valladolid y 27-24 en Santander).
Esta temporada también sirvió para que un jugador del Atlético Valladolid fuera convocado por primera vez con la selección española absoluta. Daniel Dujshebaev se convirtió en el primer integrante de la historia del equipo vallisoletano en debutar con una selección absoluta en un partido internacional. El joven Dujshebaev formó parte de la selección española absoluta que el 3 de mayo de 2017 se enfrentó a Austria, a la que España derrotó por 29-30, una ocasión histórica también para él ya que fue su primer encuentro con la camiseta de los hispanos.
Dani Dujshebaev fue convocado por el seleccionador Jordi Ribera para disputar los dos partidos de la tercera y cuarta jornada de la fase clasificatoria del Campeonato de Europa de Croacia 2018, que enfrentó a los hispanos con Austria en el Olympiaworld de Innsbruck el 3 de mayo, y en el Palacio de los Deportes de León el 6 de mayo. 
De nuevo el equipo vallisoletano atrajo a muchos aficionados a sus partidos. Los gladiadores azules cerraron la temporada con 2.185 espectadores de media en sus partidos de Huerta del Rey, superando lo conseguido la campaña anterior. Cifra que le convirtió de nuevo en el segundo club español en número de espectadores durante la temporada 2016-2017, solo por detrás del Ademar León. También se batió el récord de abonados, con 1.979, quedándose muy cerca de la cifra de dos mil, que fue el objetivo planteado por la directiva a principio de temporada.
Temporada 2017-2018
El primer equipo del Atlético Valladolid cerró la cuarta temporada de su historia ocupando la novena plaza en la Liga Asobal y alcanzando los cuartos de final de la Copa del Rey.
Los gladiadores azules cumplieron con el objetivo de la permanencia en su segunda participación en la Liga Asobal, una campaña complicada en la que tuvieron que emplearse a fondo para lograr la meta ya que en mitad de temporada se cambió de entrenador y el equipo atravesó una mala racha de resultados. 
Nacho González abandonó la plantilla el 21 de diciembre de 2017, una decisión tomada por el club después de que el técnico comunicara al club unos días antes su intención de no hacer efectiva la cláusula de renovación que le uniría al equipo un año más y su disconformidad con los designios deportivos del club.
Para sustituir a Nacho González el Atlético Valladolid eligió a David Pisonero, uno de los míticos jugadores del antiguo BM Valladolid de finales de los noventa junto a Raúl González. Pisonero militó en el BM Valladolid durante nueve campañas (1990-1995 y 1998-2003) y tomó con gran ilusión las riendas del Atlético Valladolid en la segunda parte de la temporada pese a ser su primera experiencia en un banquillo profesional.
Las novedades del equipo para esta temporada fueron los fichajes de Adrián Fernández, Alejandro Garza y Héctor González, mientras que fueron baja Sergi Grossi, Alfonso de la Rubia, Dani Pérez, Luisma Lorasque, Dani Dujshebaev y Joel Gómez. En el cuerpo técnico se incorporaron Óscar Ollero como segundo entrenador y Javier López como preparador físico, tras la marcha en enero de Sergio Maroto.
El Atlético Valladolid, de nuevo patrocinado por el Grupo Hospitalario Recoletas y con la denominación oficial de Recoletas Atlético Valladolid, sumó en esta temporada 28 puntos en la Liga Asobal, igualando la marca obtenida la campaña anterior. Sin embargo, en esta ocasión el equipo vallisoletano ocupó la novena plaza final. 
El Atlético Valladolid cerró la competición liguera con 13 victorias, 2 empates y 15 derrotas, con 843 goles a favor y 844 en contra. La cifra goleadora fue excelente, la cuarta mejor de la Asobal con 28,2 goles anotados por partido, solo por detrás del FC Barcelona, BM Logroño y BM Granollers. En el ranking de defensas el Recoletas ocupó la 10.ª plaza con 27,9 goles en contra de promedio.
En la primera vuelta, con Nacho González como entrenador en el banquillo, el equipo vallisoletano terminó noveno con 15 puntos (7 victorias, 1 empate y 7 derrotas). En la segunda vuelta, con David Pisonero como primer entrenador, el Atlético Valladolid sumó 13 puntos con 6 victorias, 1 empate y 8 derrotas, terminando también en la novena posición.
El cambio de entrenador a finales de diciembre coincidió con la peor racha del Atlético Valladolid en Asobal, cuatro derrotas consecutivas (de la jornada 15 a la 18), pero los gladiadores azules salieron del atasco ganando al BM Cangas (21-30) con la victoria más abultada de la campaña, 9 goles de diferencia. Los vallisoletanos encarrilaron la permanencia con dos victorias fuera de casa ante Bidasoa Irún y Zamora, y un empate en Puente Genil y tres victorias más en Huerta del Rey ante Guadalajara, Teucro y Huesca. El partido más memorable fue la visita del campeón, el FC Barcelona a Huerta del Rey el 17 de marzo de 2018. Los gladiadores azules perdieron (33-34) pero solo con un lanzamiento en los últimos segundos del islandés Aron Palmarsson.
De nuevo Huerta del Rey fue un fortín esta temporada ya que el Recoletas Atlético Valladolid consiguió allí 19 de sus 28 puntos totales. Solo cinco equipos pudieron ganar en Valladolid: BM Logroño, BM Granollers, Ciudad Encantada, FC Barcelona y Ademar León. La afición acompañó al equipo con una asistencia media de 2.189 espectadores, la mejor cifra de toda la Liga Asobal esta temporada.
Fuera de casa los gladiadores azules sumaron 9 puntos con cuatro victorias y un empate. Tres de esas victorias y el empate se consiguieron en una segunda vuelta complicada en la que los vallisoletanos recibieron en casa a los rivales más potentes.
El máximo goleador del Recoletas Atlético Valladolid esta temporada en Liga Asobal fue Abel Serdio (124 goles), seguido de Adrián Fernández (104) y Rubén Río (103). Fernando Hernández (97), habitual máximo goleador del equipo en las últimas temporadas, se vio afectado por una lesión que le hizo perderse los últimos cuatro partidos y perder posiciones en este ranking de goleadores.
Junto a ellos también destacaron como goleadores Víctor Rodríguez (88 goles), Diego Camino (71) y Jorge Serrano (68). Más atrás estuvieron Gonzalo Viscovich (49), Roberto Pérez (46), Miguel Camino (34) y Héctor González (28).
Rubén Río dejó la mejor marca anotadora en un partido, 10 goles, en la última jornada ante el Abanca Ademar León. También anotó 9 goles ante Granollers, igual que Adrián Fernández ante Helvetia Anaitasuna. 
También destacable esta temporada fue el debut en Asobal de los hermanos Martínez Lobato. Miguel pudo estar presente en diez partidos y Álvaro en cuatro. Miguel incluso pudo anotar un gol en su debut ante el MMT Seguros Zamora.
En la portería, el trabajo de Javi Díaz fue de nuevo brillante. El gallego sumó 245 paradas en 848 lanzamientos (28,8% de efectividad), siendo el séptimo mejor portero de la Liga Asobal en número de paradas. César Pérez protagonizó un final de temporada espectacular, destacando en varios partidos como el de Copa del Rey ante el FC Barcelona. Pérez terminó con 93 paradas en 334 lanzamientos (27,8%).
El Atlético Valladolid logró un nuevo hito en su corta historia al clasificarse para la Final 8 de la Copa del Rey, que se disputó en el Madrid Arena del 4 al 6 de mayo de 2018. Los gladiadores azules perdieron en cuartos de final ante el FC Barcelona.
Durante el torneo copero, los gladiadores azules superaron al Secin Group Alcobendas en la cuarta eliminatoria, con dos victorias en los partidos de ida (33-22) y vuelta 22-26), que le permitieron clasificarse para la fase final. Ya en la Final 8 se cruzaron en cuartos de final con el FC Barcelona, ante el que cayeron derrotados (34-30).
Adrián Fernández fue además el máximo goleador del Recoletas Atlético Valladolid en esta Copa del Rey, con 13 goles, seguido por Abel Serdio (11), Víctor Rodríguez (10) y Diego Camino (9).

## Organigrama Deportivo

### Plantilla temporada 2024-25
| Nº | Nombre              | Edad | Posición          | Altura (m) |
| -- | ------------------- | ---- | ----------------- | ---------- |
| 16 | César Pérez         | 30   | Portero           | 1.88       |
| 87 | Juan Manuel Bar     | 37   | Portero           | 1.90       |
| 36 | Gerard Forns        | 29   | Portero           | 1.87       |
| 8  | Gustavo Oliveira    | 23   | Lateral izquierdo | 1.94       |
| 11 | Alejandro Pisonero  | 19   | Central           | 1.87       |
| 9  | Martin Karapalevski | 24   | Central           | 1.78       |
| 33 | Pablo Herrero       | 19   | Lateral izquierdo | 1.92       |
| 31 | Eduardo Calle       | 23   | Lateral izquierdo | 1.91       |
| 19 | Miguel Martínez     | 24   | Lateral derecho   | 1.95       |
| 73 | José de Toledo      | 29   | Lateral derecho   | 1.92       |
| 21 | Dimitar Dimitroski  | 25   | Extremo izquierdo | 1.83       |
| 28 | Miguel Camino       | 30   | Extremo izquierdo | 1.85       |
| 23 | Nicolo D'Antino     | 24   | Extremo derecho   | 1.70       |
| 43 | Manuel García       | 26   | Extremo derecho   | 1.83       |
| 18 | Álvaro Martínez     | 24   | Pivote            | 1.95       |
| 20 | Pedro Martínez      | 24   | Pivote            | 1.91       |
| 15 | Gedo                | 22   | Pivote            | 2.00       |
| 51 | Lucas Ribeiro       | 22   | Pivote            | 1.97       |

### Altas y bajas 2024-25

#### Altas
- Lucas Ribeiro (PI) desde ( Póvoa AC)
- Gerard Forns (PO) desde ( Balonmano Cangas)
- Gustavo Oliveira (LI) desde ( Sporting CP)
- Juan Manuel Bar (PO) desde ( Anaitasuna)
- Gedo (PI) desde ( Al Ahly)
- Martin Karapalevski (CE) desde ( RK Vardar)

#### Bajas
- Tarcisio Freitas (CE) a ( BM Granollers)
- Afonso Lima (CE) a Retirado
- Pipe García (PO) a ( BM Zamora) (Libre)
- Laszlo Benedek Nagy (PO) a ( HBW Balingen-Weilstetten) (Fin de cesión)
- Darko Dimitrievski (LI) a ( EÓN Alicante) (Libre)
- Robert Rossell (PI) a ( US Ivry Handball) (Libre)

### Cuerpo Técnico
- Entrenador: David Pisonero
- Ayte Entrenador: Óscar Ollero
- Delegado: César Maldonado
- Preparador Físico: Pablo Arranz
- Fisioterapeuta: Javier González y David Rubio
- Médico: Pablo Grande
- Preparador de Porteros: Iñaki Malumbres

## Entrenadores
- Nacho González (2014-17)
- David Pisonero (2017-Act.)

## Jugadores históricos
| - Fernando Hernández (2014-19) - José Ángel Delgado Ávila (2014-16) - David Fernández Alonso (2015-16) - Jorge Serrano Villalobos (2016-22) - Abel Serdio (2016-19) - Daniel Dujshebaev (2016-17) - Gastón Mouriño (2018) | - Arthur Patrianova (2019-22) - Yeray Lamariano (2021-24) - Guillermo Fischer (2021-22) - José Toledo (2022-Act.) - Nicolo D'Antino (2022-Act.) - Dimitar Dimitrioski (2022-Act.) - Darko Dimitrievski (2022-24) |

## Instalaciones

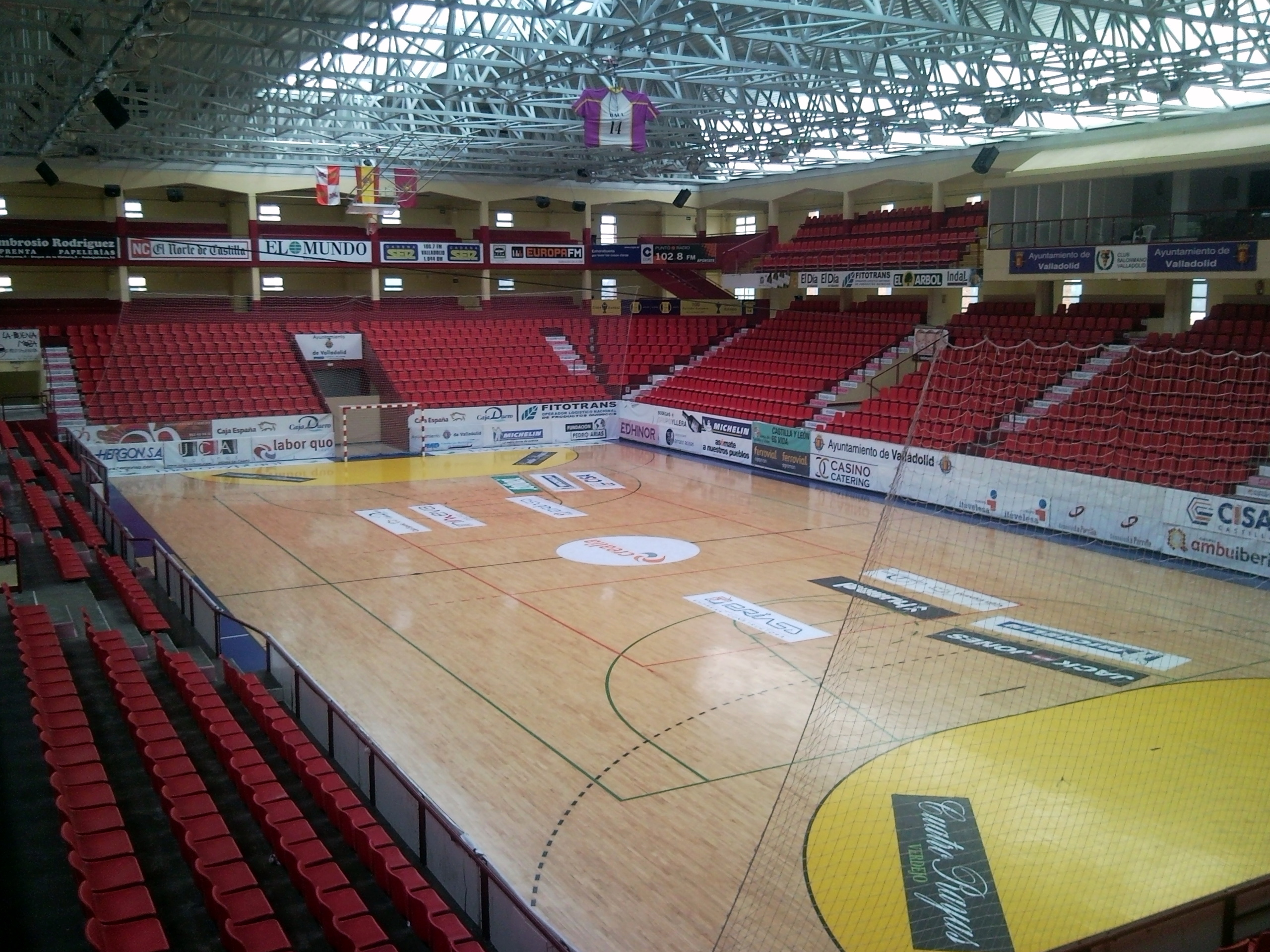
El club disputaba sus partidos como equipo local en el Polideportivo Huerta del Rey.